# Nodar Chašba
Nodar Chašba (plným jménem Nodar Vladimirovič Chašba, abchazsky: Нодар Хашба, gruzínsky: ნოდარ ხაშბა, rusky: Нодар Владимирович Хашба; nar. 1. října 1951) je abchazský a ruský politik, bývalý premiér Abcházie a bývalý starosta Suchumi. Premiérem byl v letech 2004 až 2005, když překláněl předvolební období, kdy měl být zvolen nástupce prvního abchazského prezidenta Vladislava Ardzinby a dosavadní premiér Chadžimba byl jedním z kandidátů.

## Biografie
Chašba se narodil v Tkvarčeli v roce 1951. Zde studoval na základní a střední škole, poté se vydal na studia do Charkova, kde získal titul inženýra na stavební fakultě Charkovské univerzity v oboru konstrukce veřejných staveb. Přitom vstoupil do politiky a působil v Akademii společenských věd, zřízeným Ústředním výborem KSSS, kde též působil jako politický analytik, přičemž získal titul Ph.D.
Od roku 1973 začal pracovat jako jeden z inženýrů a později byl i šéfinženýrem v tkvarčelském důlním podniku OKS Tkvarčelský GRES. V letech 1977 až 1983 působil v komsomolu a poté až do roku 1990 působil přímo ve straně KSSS, kdy zastával postupně funkci inspektora Gorkomu (Hornické komise) v Suchumi, poté se přesunul do struktur Ústředního výboru Gruzínské SSR, kde byl vedoucím odboru rozvoje měst a obcí a zároveň si držel funkci v abchazském regionálním obkomu, kde dohlížel na hospodaření měst.
V roce 1990 se stal náměstkem ministra pro bydlení a komunálního hospodaření Abchazské ASSR. V roce 1991 se přesunul na místo předsedy městského výboru Suchumi. Zde kvůli horšící se politické situaci v souvislosti s rozpadem SSSR dlouho nevydržel, navíc vypukl gruzínsko-abchazský konflikt. Přidal se na stranu separatistů a ve válečných letech 1992 – 1993 zastával post místopředsedy výboru pro obranu Abcházie. Po skončení bojů koncem roku 1993 nastoupil do funkce starosty Suchumi, kde působil do roku 1995, kdy opustil Abcházii a odstěhoval se do Moskvy.
V Rusku ještě téhož roku nastoupil na ministerstvo pro mimořádné situace jako úředník, kde po dobu devíti let pracoval na nejrůznějších pozicích. Začal jako ministrův sekretář, poté byl náměstkem ředitele odboru mezinárodní spolupráce a náměstkem v odboru finančních investic ministerstva pro mimořádné situace Ruské federace. Po roce 2000 byl vedoucím operační skupiny ministerstva pro mimořádné situace RF v Jugoslávii.

### Premiér Abcházie
V říjnu 2004 ho kontaktoval prezident Abcházie Vladislav Ardzinba a nabídnul mu místo premiéra této separatistické republiky, protože probíhaly volby a dosavadní premiér Raul Chadžimba byl jedním z kandidátů, tudíž musel své působení jako šéf kabinetu pozastavit. Chašba funkci přijal, přičemž vstoupil do strany Jednotná Abcházie, avšak jeho vláda se musela vypořádat s bouřlivou situací v Abcházii, kdy mu vypovídaly poslušnost bezpečnostní orgány v chaosu, jež způsobily zmařené prezidentské volby, a dle abchazské armády a příslušníků policie i sám Chašba svou politikou. Musel dokonce být v tu dobu evakuován ze Suchumi kvůli vzpouře suchumské policie, jež byla toho názoru, že Chašba úmyslně dezinformuje média, veřejnost a také ruské politiky sledující situaci o skutečném stavu v Abcházii. Rovněž se mluvilo o tom, že Chašba byl v Abcházii nastrčený vládou Vladimira Putina, aby zde v bouři související s volbami hájil ruské zájmy, čemuž nahrávalo i Chašbovo předchozí devítileté angažmá na ministerstvu mimořádných situací RF.
Po skončení ve funkci premiéra, když byl konečně zvolen Ardzinbův nástupce a vybrán nový premiér, opustil Chašba politiku a stal se členem bankovní rady abchazské Komerční banky.

### Zpět v Rusku
Ještě téhož roku (2005) Abcházii opustil a až do roku 2009 působil v administrativě ruského prezidenta jako jeho zplnomocněný zástupce pro Jižní federální okruh. Od roku 2009 pracoval jako zástupce Kabardska-Balkarska u prezidenta Ruska.
V listopadu 2014 byl v Moskvě hospitalizován, dle dostupných zdrojů kvůli problémům se srdcem. Po překonání zdravotních potíží se stal v prosinci 2014 místopředsedou vlády Kabardska-Balkarska a mimořádným zmocněncem pro styk s federálními úřady Ruské federace a s hlavním městem Moskva. Kolem roku 2017 pak působil jako zástupce generálního ředitele letecké společnosti AO Aviakompania NordStar pro oblast bezpečnosti provozu.